# Tacna (département)
Le département de Tacna (en espagnol : Departamento de Tacna) est l'une des 24 régions du Pérou. C'est la région la plus méridionale du pays. Sa capitale est la ville de Tacna.

## Géographie
La région est située à l'extrême sud du Pérou, en bordure de l'océan Pacifique. Elle est limitée au nord par les régions de Moquegua et de Puno, au sud par le Chili, à l'est par la Bolivie et le Chili, à l'ouest par l'océan Pacifique. La région est située au pied du haut plateau du lac Titicaca et se trouve dans une zone très volcanique. Son relief est accidenté avec d'étroites fractures. Les deux tiers du territoire sont situés dans la région de la Costa, et le tiers restant se trouve dans la Sierra.
- Principaux cours d'eau : Ríos Locuma, Sama et Caplina.
- Sommets ou Nevados : Barroso (5 742 m), Achacollo (5 690 m) et Yucamani (5 508 m).
- Volcans : Tutupaca (5 505 m), Huancune (5 567 m) et Yucamani (5 508 m).
- Cols : Campanallane (à 5 000 m) en province de Candarave ; El Viento (à 5 000 m) entre Tacna et Huaytire ; Lepiche (à 4 850 m) en Candarave.
- Lagunes : Aricota, Suches et Vilacota.

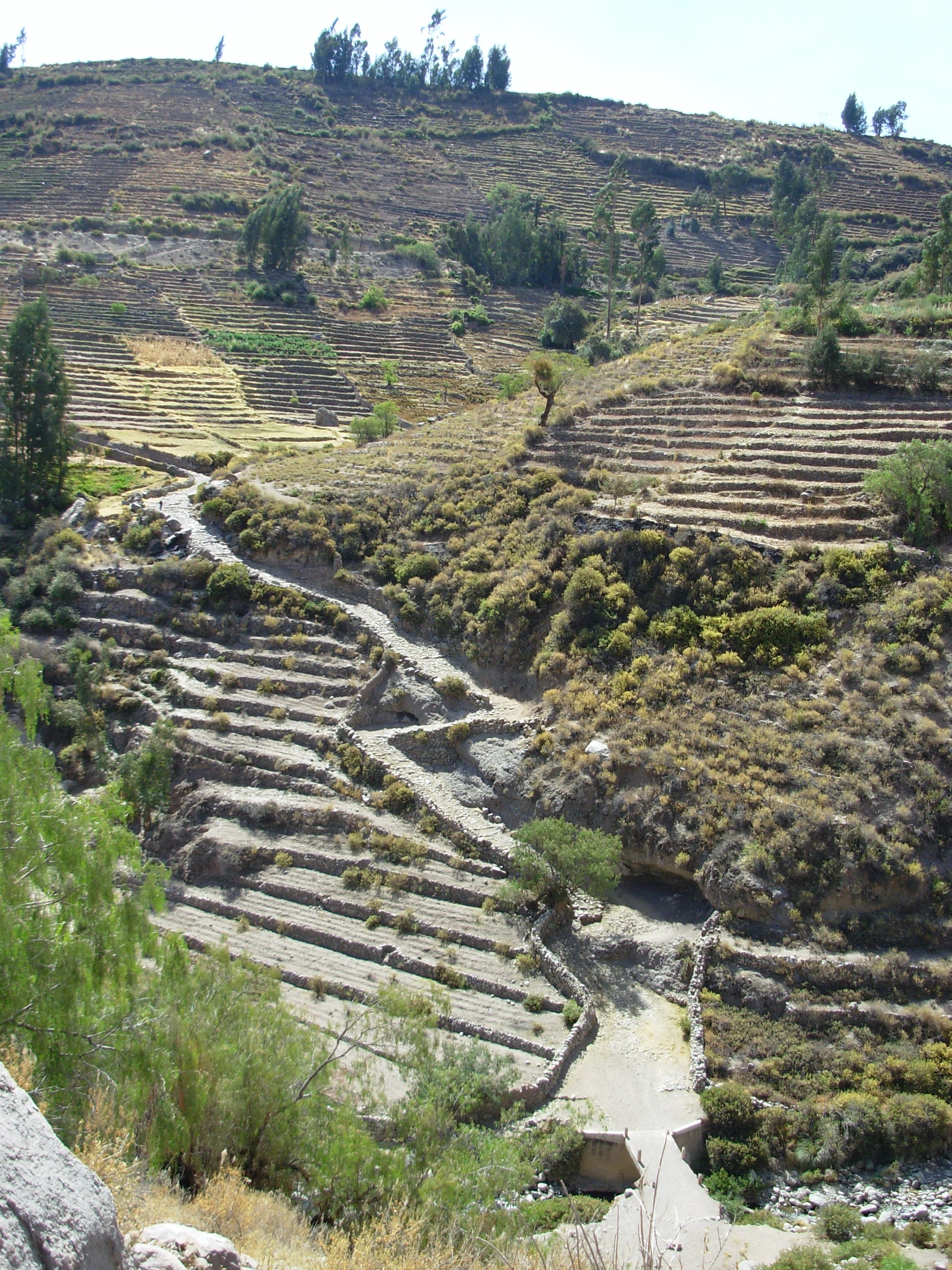
Chemin Inca (Qhapaq Ñan) et terrasses à Tarata (Pacific Rim).

## Histoire
Les premiers groupes humains à peupler la région furent des cueilleurs et des chasseurs de guanacos, de vigognes et de cobayes sylvestres. Dans les grottes de Toquepala, des peintures rupestres témoignent de leur culture. Ils y habitaient il y a 9 600 ans (7600 av. J.-C.). Puis la zone fut habitée par des ethnies provenant du plateau du Collao. Les conquistadors espagnols arrivèrent à Tacna en 1537 et d'importants vestiges de l'art de la vice-royauté du Pérou (art colonial espagnol) subsistent dans la région.
La région de Tacna a été créée le 25 juin 1875.
Après 1880, le territoire passe sous contrôle du Chili et n'en revient que cinq décennies plus tard.

## Division administrative
La région de Tacna se divise en quatre provinces :
|  | - Province de Tacna - Province de Candarave - Province de Jorge Basadre - Province de Tarata. |

## Transports
- Chemin de fer : Tacna-Arica au Chili.
- Aéroport : Aeropuerto Internacional Coronel FAP Carlos Ciriani, à Tacna.